# Galphimia hirsuta
Galphimia hirsuta là một loài thực vật có hoa trong họ Malpighiaceae. Loài này được Cav. mô tả khoa học đầu tiên năm 1799.